# Джорді Вайт
Джорді Осборн Вайт (англ. Jeordie Osbourne White; нар. 20 червня 1971 року), раніше відомий під псевдонімом Twiggy Ramirez, наразі просто Twiggy — американський музикант і вокаліст Goon Moon. Раніше співпрацював як басист з NIN та A Perfect Circle. Колишній басист/гітарист гурту Marilyn Manson.

## Особисте життя
Народився у Нью-Джерсі, але переїхав до Флориди. Має трьох братів. За походженням — наполовину італієць, наполовину шотландець.
У дитинстві захоплювався Motley Crue, Van Halen та Iron Maiden. Почав грати на гітарі у 13 років, приєднався до свого першого гурта (The Ethiopians) ще до досягнення 15 років.

## Музична кар'єра
Перша група, до якої він приєднався, виконувала переважно кавери пісень. У період з 1989 по 1993 грав на ритм-гітарі та бас-гітарі.

### (1993—2002) Marilyn Manson
Вайт познайомився з Брайаном Г'ю Ворнером (нині відомим як Marilyn Manson) у музичні крамниці, де продавав платівки. У них виявилося багато спільного. Він приєднався до Брайанової групи (яка тоді називалася Marilyn Manson and the Spooky Kids) у 1994 після вигнання з колективу гітариста Ґіджета Ґейна. Вайт отримав псевдонім Twiggy Ramirez, утворений від імені ікони 60-х моделі Твіґґі та прізвища американського серійного вбивці Річарда Раміреза.
Ним були написані практично всі гітарні партії Триптиху (так у середовищі фанів Marilyn Manson прийнято називати три альбоми — Antichrist Superstar, Mechanical Animals та Holy Wood).

### (2003—2007) Кар'єра після Marilyn Manson
Після полишення Marilyn Manson Вайт спробував пройти прослуховування на місце басиста до Metallica, але невдало. Співпрацює з A Perfect Circle (сторонній проєкт учасників Tool) як бас-гітарист.
Бере участь у записі платівки With Teeth NIN, у 2005—2006 долучається до промо-туру. Створює власний проєкт Goon Moon.

### (2008) Повернення до Marilyn Manson
9 січня 2008 року Мерилін Менсон на своїй сторінці у MySpace повідомляє про вихід зі складу групи басиста Тіма Сколда і повернення Твіґґі. Ця інформація була підтверджена також на офіційному сайті групи. Вайт брав участь у записі останнього альбому (The High End of Low) та турі на його підтримку. Втім, він не полишає свого проєкту Goon Moon.
У одному з своїх інтерв'ю Вайт зазначив, що він збирається взяти участь у записі восьмої платівки гурту.